# Rohr (Baix Rin)
 Rohr (en alsacià Ruur) és un municipi francès, situat a la regió del Gran Est, al departament del Baix Rin. L'any 1999 tenia 269 habitants.
Forma part del cantó de Bouxwiller, del districte de Saverne i de la Comunitat de comunes del Kochersberg.

## Demografia
| 1962 | 1968 | 1975 | 1982 | 1990 | 1999 |
| ---- | ---- | ---- | ---- | ---- | ---- |
| 177  | 183  | 188  | 238  | 215  | 269  |

## Administració
| Període   | Identitat          | Partit |
| --------- | ------------------ | ------ |
| 1945-1971 | René Kieffer       |        |
| 1971-1983 | Eugène Heitmann    |        |
| 1983-2001 | Gilbert Jaeger     |        |
| 2001-     | Jean-Luc Toussaint |        |